# Jérôme Napoleon Karel Bonaparte

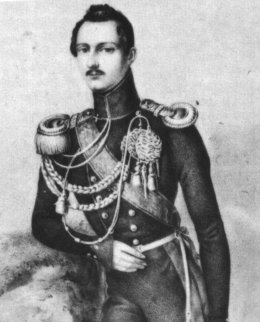
Jérôme Napoleon Karel Bonaparte

Jérôme Napoleon Karel Bonaparte (Triëst, 24 augustus 1814 - Florence, 12 mei 1847), prince français, 2e vorst van Montfort, was de oudste zoon van Jérôme Bonaparte, de jongste broer van Napoleon Bonaparte, uit diens tweede huwelijk met Catharina van Württemberg, de dochter van koning Frederik I van Württemberg. Hij werd geboren in Triëst, in de Villa Necker.
Jérôme van Montfort, niet te verwarren met zijn oudere halfbroer Jérôme Napoleon Bonaparte-Patterson, wijdde zich aan een militaire carrière en werd kolonel in Württembergse dienst. Hij stierf in 1847 op 33-jarige leeftijd, ongehuwd en zonder nakomelingen.
- Bibliothèque nationale de France: cb11847152q (data)
- Gemeinsame Normdatei: 1187277533
- International Standard Name Identifier: 0000 0000 0447 9611
- Virtual International Authority File: 2464494
- WorldCat: E39PBJhMgQ4HRyQ8X9Q66J3WjC